# Бусаров, Георгий Витальевич
Георгий Витальевич Бусаров (род. 23 апреля 1994, Пенза) — российский хоккеист, нападающий.

## Биография
Воспитанник пензенского «Дизеля». С сезона 2011/12 играл за «Дизелист» в МХЛ-Б, со следующего сезона — в «Дизеле» в ВХЛ. В апреле 2017 года был на просмотре в тольяттинской «Ладе», 1 июня был обменян на денежную компенсацию в «Салават Юлаев». 14 cентбря дебютировал в КХЛ в домашнем матче против «Торпедо» (2:1). На протяжении двух сезонов также выступал в ВХЛ за «Торос». 21 мая 2019 года подписал двусторонний двухлетний контракт с московским «Динамо», играл в ВХЛ за «Динамо» Тверь. 3 июля 2020 года подписал пробный контракт с нижегородским «Торпедо», но два сезона отыграл в ВХЛ в составе тюменского «Рубина». Перед сезоном 2022/23 перешёл в «Северсталь». Сыграв 6 матчей, 4 октября расторг контракт и через несколько дней перешёл в «Ладу». 11 мая 2023 года вернулся в «Рубин».
Бронзовый призёр молодёжного чемпионата мира 2014.